# Орган концертного зала Бордуок
Орга́н концертного зала Бордуок — главный орган концертного зала Бордуок в Атлантик-Сити (штат Нью-Джерси), самый большой орган в мире по количеству труб (официально 33 112, точное число неизвестно). Построен фирмой «Midmer-Losh Organ Company» в 1929—1932 гг., повреждён тропическим циклоном в 1944 году и с тех пор не был полностью функционален. В 1998 осмотр органа показал его ужасное техническое состояние, но в ходе ремонта зала в 2001 году орган был повреждён ещё сильнее и выведен из строя практически полностью (перерезаны воздуховоды, кабели, уничтожены релейные). Сбором средств на обслуживание и ремонт органа занимается общество Atlantic City Convention Hall Organ Society. В 2013 году впервые за 40 лет на органе был дан концерт для публики. К 2019 году в рабочем состоянии находится около 95 % труб органа Бального зала и 50 % органа Главного зала.
Орган занесён в книгу рекордов Гиннесса по четырём номинациям: «Орган, работающий при самом большом давлении воздуха», «Самый большой орган», «Самый большой музыкальный инструмент» и «Самый громкий музыкальный инструмент». Его звук в 6 раз громче самого громкого локомотивного свистка, трубы, расположенные в отделе правой педали, на расстоянии 1 м звучат с громкостью 130 децибел.
Является одним из двух в мире органов с открытыми 64-футовыми трубами и единственным органом, работающим при давлении воздуха 100 дюймов (2540,00000 мм) водяного столба (около 3,6  фунта/кв. дюйм, то есть 0,25  кГ/кв.см или 0,25  атм.). Также единственный орган с семью мануалами.

## Конструкция

### Схема органа
Главный зал, в котором установлен орган, имеет размеры 487 футов (148 м)×288 футов (88 м)×137 футов (42 м), площадь 140 000 кв.фут (13 000 кв.м), объём 5 500 000 куб. фут. (156 000 куб. м).. Чтобы наполнить такое большое помещение звуком необходимой громкости, орган требует значительно большего давления воздуха, чем другие инструменты.
Орган построен вокруг Главного зала в восьми камерах:
|                                                                         | Слева от сцены Левая педаль, Прочие хоры, Штрайхеры I | Сцена                                             | Справа от сцены Правая педаль, Ударные Флейты Гобои |                                                                        |
| Левая передняя Хор                                                      |                                                       |                                                   |                                                     | Правая передняя Медные духовые Штрайхеры II                            |
|                                                                         |                                                       |                                                   |                                                     |                                                                        |
| Левая центральная Галерея (хоры) III (Диафоны) Галерея (хоры) II (Orch) | Левая верхняя Фанфары Штрайхеры III                   | Верхние камеры расположены над камерами по центру | Правая верхняя Эхо                                  | Правая центральная Галерея (хоры) I (Гобои) Галерея (хоры) II (Флейты) |

### Пульт
Главный пульт — крупнейший в мире, единственный пульт с семью мануалами.
1235 регистровых рукояток и кнопок управляют 587 лабиальными (свистковыми), 265 язычковыми, 35 мелодическими ударными, 46 немелодическими ударными регистрами, 164 копулами, 18 тремоло, 120 установками для 6 швеллер-педалей (которые управляют 15 швеллерами), и педаль крещендо.
Два нижних мануала (Хор и Главный) имеют диапазон в 7 октав, третий (Швеллер) — шесть октав, остальные — обычные 5 октав. Нижние 5 клавиш Швеллера (GGG—BBB) скоре декоративны, потому что в большинстве регистров нет таких труб.
Перечень мануалов:
| VII | Бомбард | 5 октав, 61 клавиша, CC—c4  |
| VI  | Эхо     | 5 октав, 61 клавиша, CC—c4  |
| V   | Фанфары | 5 октав, 61 клавиша, CC—c4  |
| IV  | Соло    | 5 октав, 61 клавиша, CC—c4  |
| III | Швеллер | 6 октав, 73 клавиши, GGG—g4 |
| II  | Главный | 7 октав, 85 клавиш, CCC—c5  |
| I   | Хор     | 7 октав, 85 клавиш, CCC—c5  |

Главный и Хоровой мануалы расширены до 7 октав так, что дополнительные регистры из педали могут быть использованы со всеми клавишами обоих мануалов. Эти регистры управляются на правой регистровой панели ручками Гранд-главный и Гранд-хоровой. Главный мануал управляет регистрами из Правой педали, а Хоровый — из Левой. Например, регистр офиклеид доступен как с педали, так и с Главного мануала.
Некоторые части органа доступны с двух мануалов, к примеру, Хор-Швеллер обычно управляется Хоровым мануалом, но его полный дубликат имеется и в Швеллерном, и таким образом Швеллер-Хор не зависит от регистров, выбранных для Хорового мануала. Аналогично дублированы Хауптверк-Соло, регистры, доступные как с Главного, так и с Соло-мануала.
Четыре отдела на галерее могут быть присоединены к любому мануалу, но их основной мануал — Бомбард, а с Бомбарда, соответственно, недоступны другие регистры.

### Регистры
| Подразделение            | Голосов | Регистров | Труб   |
| ------------------------ | ------- | --------- | ------ |
| Правая педаль            | 11      | 11        | 903    |
| Левая педаль             | 10      | 16        | 955    |
| Хор                      | 29      | 37        | 2792   |
| Открытый хор             | 6       | 9         | 657    |
| Большой орган            | 38      | 63        | 4647   |
| Большой Соло (флейтовые) | 13      | 13        | 1152   |
| Большой Соло (язычковые) | 12      | 12        | 972    |
| Швеллер                  | 36      | 55        | 4456   |
| Швеллер-хор              | 17      | 17        | 1542   |
| Соло                     | 22      | 33        | 2085   |
| Фанфары                  | 21      | 36        | 2364   |
| Эхо                      | 22      | 27        | 1896   |
| Галерея I                | 4       | 10        | 754    |
| Галерея II               | 7       | 9         | 621    |
| Галерея III              | 6       | 9         | 681    |
| Галерея IV               | 8       | 8         | 596    |
| Медные                   | 8       | 10        | 730    |
| Штрайхеры I (струнные)   | 11      | 20        | 1436   |
| Штрайхеры II             | 24      | 37        | 2657   |
| Штрайхеры III            | 9       | 17        | 1217   |
| Всего                    | 314     | 449       | 33 114 |

Вдобавок к 852 регистровым ручкам, управляющим звучащими регистрами, имеется:
- 35 мелодических ударных;
- 46 немелодических ударных;
- 18 отдельных тремоло и „общий тремоло“;
- 164 копулы;
- 120 позиций педалей швеллера.

#### 64-футовый Диафон-Дульциан
Уникальный регистр 64-футовый Диафон-Дульциан располагается справа от сцены (Правая педаль), это один из двух полных 64-футовых регистров в мире. (Второй — 64-футовый язычковый регистр Контр-Тромбон в Сиднее.) Уникальность регистра в том, что он представляет собой гибрид язычкового (Дульциан) и лабиального (Диафон).
Сначала предполагалось построить два 64-футовых регистра: Диафон-Профунд и Дульциан. Позднее от Диафона отказались, потому что он занял бы в камере справа от сцены слишком много места из-за большой ширины труб. Дульциан поэтому переместился в правую камеру у сцены. Тем не менее, 64-футовый Дульциан не зазвучал необходимым образом, и для нижних 22 нот использованы лабиальные трубы Диафона, а остальные — язычковые. Услышать разницу между ними невозможно как из-за того, что Диафон сконструирован так, чтобы имтировать язычковые трубы, так и просто из-за очень низкого тона.
Нижнее До Диафон-Дульциана имеет частоту 8 Гц и извлекается трубой 59 футов (18 м) длины и массой 3350 фунтов (1520 кг), звук этот не слышен, но ощущается всем телом, его описывают как „вертолёт, зависший над зданием“. Труба достигает высоты 40 футов (12 м), а остаток загнут в сторону решётки. Таким образом, Г-образную форму имеют все трубы длиной 32 фута (9,8 м) и более.
Диапазон Диафон-Дульциана простирается от C3 to g2; он сочетается с 64-, 32-, 16-, 8- и 4-футовыми регистрами и расширяется 42+2⁄3-, 21+1⁄3- и 10+2⁄3-футовыми регистрами. 64-футовый и 42+2⁄3-футовый регистр вместе дают результирующие тона 128-футового регистра, то есть 4 Гц для нижнего До.
Диафон-Дульциан используется нечасто, главным образом, при умеренном числе открытых регистров. „Среди большого числа регистров он теряется, а среди малого звучит слишком громко.“

#### Гранд-Офиклеид
Регистр Гранд-Офиклеид располагается в Правой педали и питается воздухом под давлением 100 дюймов (2540,00000 мм) водяного столба (3,6  фунта/кв. дюйм, то есть 0,25  кГ/кв.см или 0,25  атм.). Книгой рекордов Гиннеса он признан самым громким в мире: „трубный голос невероятной громкости, более, чем в 6 раз превосходящий громкость самого мощного паровозного свистка.“ Абсолютный уровень звука Гранд-Офиклеида на расстоянии одного метра составляет 130 децибел.
Высокое рабочее давление накладывает высокие требования к креплению труб к виндладам, потому что при утечке раздаётся свист, сравнимый с громкостью звучания самой трубы. Сделать все трубы регистра однотипными не удалось, верхние 12 нот извлекаются свистковыми трубами, подобранными по тембру к язычковым. В язычковых трубах применены утяжелёные язычки.
Гранд-Офиклеид простиравется на октаву выше 16-футового регистра, то есть до 8-футового, и управляется 85-клавишным Главным мануалом и 32-клавишной педалью.

#### 32-футовые регистры
Орган имеет 10 32-футовых регистров в педали:
| Регистр                                                                        | Подразделение |
| ------------------------------------------------------------------------------ | ------------- |
| Tibia Clausa 32′ (деревянные свистковые широкомензурные закрытые сверху трубы) | Правая педаль |
| Бомбардон 32′ (туба)                                                           | Правая педаль |
| Диафон 32′                                                                     | Левая педаль  |
| Принципалы 32′                                                                 | Левая педаль  |
| Бомбард 32′ (язычковые трубы „медного“ тембра)                                 | Левая педаль  |
| Фагот 32′                                                                      | Левая педаль  |
| Субпринципалы 32′                                                              | Главный       |
| Тромбон 32′                                                                    | Фанфары       |
| Violone 32′                                                                    | Эхо           |
| Диафон-Дульциан 32′, (расширение 64′)                                          | Правая педаль |

## Рекордные показатели
„Книги рекордов Гиннесса“ считают орган самым большим музыкальным инструментом, самым громким музыкальным инструментом и самым большим органом из когда-либо построенных, хотя по последнему показателю ведутся споры. Также регистр Гранд-Офиклеид 16′ в Правой педали признан самым громким органным регистром в мире.
„Organ Historical Society“ (название может быть переведено как „Общество интересующихся историей органов“) включило орган в число „инструментов, имеющих историческое значение, которые необходимо сохранять“ под номером 313 26-го октября 2004 года.
Официально считается, что орган насчитывает 33 112 труб, но истинное количество неизвестно. Обследование в 1999 году насчитало 33 114 штук, а более позднее выяснило, что один из регистров оказался шире на две ноты вниз, нежели указано в контракте на постройку, и общее число труб дошло до 33 116. Трудности в определении числа труб также вызваны текущим состоянием инструмента (см. ниже).
Орган является единственным в мире инструментом, использующим давление 100 дюймов (2540 мм) водяного столба (3,6  фунта/кв. дюйм, то есть 0,25  кГ/кв.см или 0,25  атм.). Также это единственный орган с двумя 32-футовыми регистрами, работающими под давлением 50 дюймов (1270 мм) водяного столба. Другие два органа, использующие давление 50 дюймов, питают им 8-футовые регистры Трубы или Тубы. Давление 100 дюймов превосходит давление воздуха в обычных органах раз в тридцать (регистры „высокого давления“ обычно используют давление лишь 10—12 дюймов, то есть 250—300 мм вод. ст.) Давлением в 100 дюймов питаются 4 регистра („Большие язычковые“), а 50 дюймов — 10 регистров:
| Регистр               | Подразделение | Давление воздуха |
| --------------------- | ------------- | ---------------- |
| Гранд-Офиклеид 16′    | Правая педаль | 100"             |
| Туба империал 8′      | Соло          | 100"             |
| Труба Чудесная 16′    | Галерея I     | 100"             |
| Туба большая 8′       | Галерея I     | 100"             |
| Диафон 32′            | Левая педаль  | 50"              |
| Туба Магна 16′        | Соло          | 50"              |
| Bugle 8′              | Соло          | 50"              |
| Бомбард 32′           | Левая педаль  | 50"              |
| Major Posaune 16′     | Левая педаль  | 50"              |
| Phonon 16′            | Правая педаль | 50"              |
| Posaune 16′           | Фанфары       | 50"              |
| Гармоническая Туба 8′ | Фанфары       | 50"              |
| Офиклеид 8′           | Фанфары       | 50"              |
| Major Clarion 4′      | Фанфары       | 50"              |

Кроме вышеупомянутых рекордных регистров, все остальные питаются воздухом под давлением, по крайней мере, 15 дюймов (381 мм), кроме Хора — 10 дюймов (254 мм), Открытого Хора — 3,75 дюйма (95 мм) и некоторых других регистров, например, Diapason X — лишь 4 дюйма (102 мм).
Воздуходувная установка органа — мощнейшая в мире. Оригинальные 8 моторов постоянного тока общей мощностью 394 лошадиные силы (290 кВт) были заменены в начале 1990-х годов моторами переменного тока суммарной мощностью 600 лошадиных сил (440 кВт). 7 воздуходувок имеют общую производительность 36 400 куб. футов (1000 куб. м) в минуту. Камера справа от сцены обслуживается двумя воздуходувками, высокого и низкого давления. Воздуходувка повышающего давления питается от линии низкого давления и снабжает два регистра в камере справа от сцены и два — справа по центру воздухом под давлением 100 дюймов. Камера слева от центра изначально снабжалась воздухом также от двух установок — высокого и низкого давления, причём установка низкого давления питала и левую переднюю камеру, но перестройка здания уничтожила часть стен вместе с воздуховодами, и левая передняя камера теперь должна получить отдельную воздуходувку. Остальные камеры питаются от общей воздуходувки, кроме регистров давления 100 дюймов в правой центральной камере.

## История
Современное расположение регистров является третьим по счёту вариантом разработки. Первый чертёж Эмерсона Ричардса (Emerson Richards) предполагал разместить 43 000 труб в шести камерах (согласно схеме, но без двух Передних камер), но смета сильно превысила расчётные $300 тыс., вдобавок, все трубы не помещались. Во втором проекте число труб было уменьшено до 29 000, но позднее, когда было решено использовать Передние камеры, часть регистров из первоначального проекта вернулись, и полное число труб по чертежам составило 33 114, а итоговая смета — $347,2 тыс. в ценах 1929 года ($5,17 млн на 2019 год). Средства были заранее зарезервированы полностью, поэтому Великая депрессия не остановила его строительство.
Инструмент не был полностью исправен с 1944 года, когда бы повреждён тропическим циклоном (Great Atlantic Hurricane).

## Реставрация 1998 года
В сентябре 1998 года «New Jersey Sports and Exposition Authority» предоставило грант в $1,17 млн на восстановление камеры справа от сцены Главного зала и полную реставрацию органа Бального зала. После этой реставрации были подтверждены рекордные показатели органа (параметры 64-футового Диафон-Дульциана и регистров давления 100 дюймов Туба Империал и Гранд-Офиклеид).

## Ущерб 2001 года
В ходе реставрации Бордуок-холла в 2001 году из-за скверного планирования и организации работ:
- часть труб была вырвана и помята (сделанные из мягкого свинцового сплава, они очень уязвимы);
- воздуховоды при сносе стен перерезаны и не помечены, их восстановление не было запланировано;
- релейная камеры слева от сцены разобрана вандально, без расчёта на обратную сборку, также как и релейная органа Бального зала;
- различные кабели перерезаны;
- дополнительный 5-мануальный пульт полностью отрезан;
- строительная пыль проникла в контакты реле и трубы.

В результате камера справа от сцены, восстановленная на 98 % в 1998 году, оказалась полностью неработоспособной, как и орган Бального зала.

## Текущая реставрация
С 2013 года реставрация органа была начата заново, на тот момент работоспособны были лишь 15—20 % инструмента. Впервые за 40 лет в сентябре 2013 года во время шоу «Мисс Америка» орган слышала широкая публика. С мая 2014 года получасовые концерты с получасовой экскурсией проводятся бесплатно по будням с мая по октябрь, кроме праздников. С мая 2015 начались экскурсии в недра органа еженедельно весь год.
Оба органа, таким образом, в меру своего технического состояния возвращаются в строй и участвуют в регулярной музыкальной жизни.
Реставрацию осуществляет «Historic Organ Restoration Committee» (HORC, название может быть переведено как «Комитет по реставрации органов, представляющих историческую ценность»), проект стоимостью $16 млн финансируется полностью на частные пожертвования и благотворительные гранты. В 2014 году впервые годичный объём работ был полностью профинансирован.
Доктор Стивен Болл (Dr. Steven Ball) является титулярным органистом с 1 июля 2013 года. С 1 сентября 2015 года Натан Брайсон (Nathan Bryson) стал пятым куратором органов Бордуок-холла. Полная реставрация органа потребует, по смете, $13 млн.
HORC заявляет, что к 2018 году восстановлено 95 % органа Бального зала и 50 % органа Главного зала. Реставрация продолжилась.